# Yvonne Baby
Pour les articles homonymes, voir Baby.
Yvonne Baby, née le 18 août 1931 au Touquet-Paris-Plage et morte le 3 août 2022 à Paris,,, est une journaliste, critique et romancière française, lauréate du prix Interallié en 1967.

## Biographie
Née en août 1931, Yvonne Baby est la fille de l'historien du marxisme et militant politique Jean Baby et de Ruta Assia (Ruta Sadoul) et la belle-fille de Georges Sadoul, écrivain et historien du cinéma.
D'abord journaliste à Femmes françaises, elle entre dans les équipes du Monde en 1957, travaillant à la rubrique cinéma. En 1959, elle mène, pour son journal, un entretien avec Alfred Hitchcock. Elle lui demande notamment de définir le suspense, ainsi que la différence entre une femme fatale et une femme timide. En 1962, elle est chargée de rédiger l'article sur la mort de Marilyn Monroe. En 1965, toujours critique de cinéma, elle éreinte La Métamorphose des cloportes, qu'elle qualifie de film médiocre. En 1971, elle est choisie par Jacques Fauvet, pour créer et diriger le service culturel du journal Le Monde,,. En tant que première cheffe de service femme au sein du quotidien, elle réussit à fédérer une équipe composée de personnalités fortes (dont Olivier Merlin, Jean de Baroncelli, Michel Cournot, André Fermigier, Bertrand Poirot-Delpech ou encore Colette Godard) et constituée par fusion du service consacré aux arts avec celui consacré aux spectacles. Elle recrute de nouvelles plumes, comme Claire Devarrieux et Hervé Guibert.
C'est aussi une romancière qui en 1967, à 36 ans, obtient le prix Interallié pour sa première œuvre publiée, Oui, l’espoir.
En 1975, alors que la presse française s'interroge sur le mystérieux Émile Ajar, Yvonne Baby va interviewer, à Copenhague, Paul Pavlowitch que Romain Gary avait chargé d'endosser l'identité.
Elle est vice-présidente du jury du Festival de Cannes en 1983.
André Fontaine, devenu directeur du Monde, en 1985, lui reproche son élitisme. En 1986, il lui est imposé de quitter à la fois sa fonction de chef de service et le journal. Plusieurs membres de son équipe, notamment Claire Devarrieux et Hervé Guibert, démissionnent à la suite de cette décision de la direction du Monde. Elle se consacre, dès lors, à l'écriture.

## Œuvres
- 1967 : Oui l'espoir, Grasset – Prix Interallié
- 1974 : Le Jour et la Nuit, Grasset
- 1980 : Kilroy, Mercure de France
- 1992 : La Vie retrouvée, éditions de l'Olivier
- 1998 : Ma mère et le ciel très vite, éditions de l'Olivier
- 2003 : Gris paradis, Gallimard
- 2004 : La Femme du mur, Gallimard
- 2008 : Quinze hommes splendides, Gallimard[7]
- 2010 : Le Troisième Ciel, éditions Léo Scheer
- 2014 : À l'encre bleu nuit, éditions Baker Street
- 2016 : Nirvanah, éditions Maurice Nadeau